# عين البية
عين البية إحدى بلديات بدائرة بطيوة ولاية وهران.
من بين القرى التابعة للبلدية هي الشهايرية